# Pietrelcina
Pietrelcina – miasto i gmina we Włoszech, w pobliżu Neapolu, w regionie Kampania, w prowincji Benewent. Miejsce urodzenia św. o. Pio.
Według danych na I 2009 gminę zamieszkiwało 3069 osób przy gęstości zaludnienia 106,6 os./1 km².
W miejscowości znajduje się stacja kolejowa Pietrelcina.

## Miasta partnerskie
- Wadowice